# 斑岩

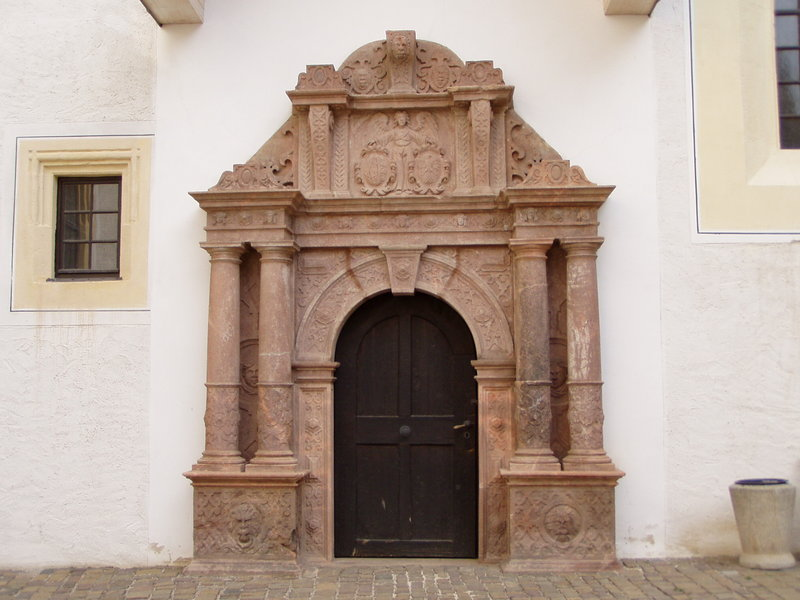
用斑岩建造的教堂门

斑岩，舊稱玢岩，是具有斑状结构的火成岩，比较坚固，可用于做建筑材料。斑晶一般由碱性长石或石英组成，基质为细粒或隐晶（玻璃体）。
斑岩一部分屬於火成岩中的喷出岩，但一般屬於火成岩中的浅成岩。喷出岩是火山岩浆喷出后冷凝形成的，由于喷出后冷却很快，形成许多细粒；浅成岩是火山岩浆侵入地壳浅层（一般为1.5-3千米）冷凝形成的，有许多结晶斑粒：
喷出岩
- 流纹斑岩
- 粗面斑岩
- 白榴斑岩

浅成岩
- 石英斑岩
- 花岗斑岩（具有斑状結構的花崗岩也叫花崗斑岩）
- 正长斑岩